# Anthony Asquith
Anthony Asquith (London, 1902. november 9. – London, 1968. február 20.) angol filmrendező. Herbert Asquith (1852–1928) liberális politikus, egykori miniszterelnök fia volt.

## Életpályája
Egyetemi tanulmányait Oxfordban végezte el. A filmművészet alapjaival Hollywoodban ismerkedett meg. 1927-től hazájában mint filmproducer és filmrendező működött.
Londonban hunyt el.

### Munkássága
A dokumentarista műfajjal kezdte pályáját. A hangos eljárás bevezetését követően fellépő brit művésznemzedék rendkívül sokoldalú, kimagasló képességű képviselője volt. Intellektuális egyéniségű volt. Szakmai tudása biztos, stílusa kissé hűvös volt. Humora sajátos, drámai érzéke jó, bár a hatásos jelenetek beállításánál néha szentimentalizmusba tévedt. Gazdag munkásságából kiemelkedett az angol-szovjet barátságot könnyed formában hirdető, önironikus Túlsó part (1943), amelyben egy szovjet mérnök szemszögéből ábrázolta a háború alatti Angliát. George Bernard Shaw három művét is megfilmesítette (Pygmalion (1938), Az orvos dilemmája (1958), A milliomosnő (1960)). Mindháromra az eredetihez való hűség, a szatirikus szemléletmód, a dialógusok fölényes biztonságú pergetése, kitűnő színészvezetés a jellemző. Az angol filmszakszervezet egyik vezető funkcionáriusa volt.

## Filmjei
- Hulló csillagok (1928)
- Földalatti (1928)
- Egy villa Dartmoorban (1930)
- A szerencseszám (1932)
- Moszkvai éjszakák (1935)
- Pygmalion (1938)
- Viharos esküvő (1940)
- Francia könnyek nélkül (1940)
- Szabadság Rádió (1941)
- Túlsó part (1943)
- Vörös lámpás (1944)
- A csillagok útja (1945)
- Míg a nap ragyog (1947)
- Felsőbb osztályba léphet (1951)
- A hálózat (1953)
- Fiatal szerelmesek (1954)
- Az orvos dilemmája (1958)
- A milliomosnő (1960)
- A fontos személyek (1963)
- A sárga Rolls-Royce (1964)

## Díjai
- a Berlini Nemzetközi Filmfesztivál Bronz Medve-díja (1951) Felsőbb osztályba léphet
- Bodil-díj (1952) Felsőbb osztályba léphet